# Cèntul III de Bearn

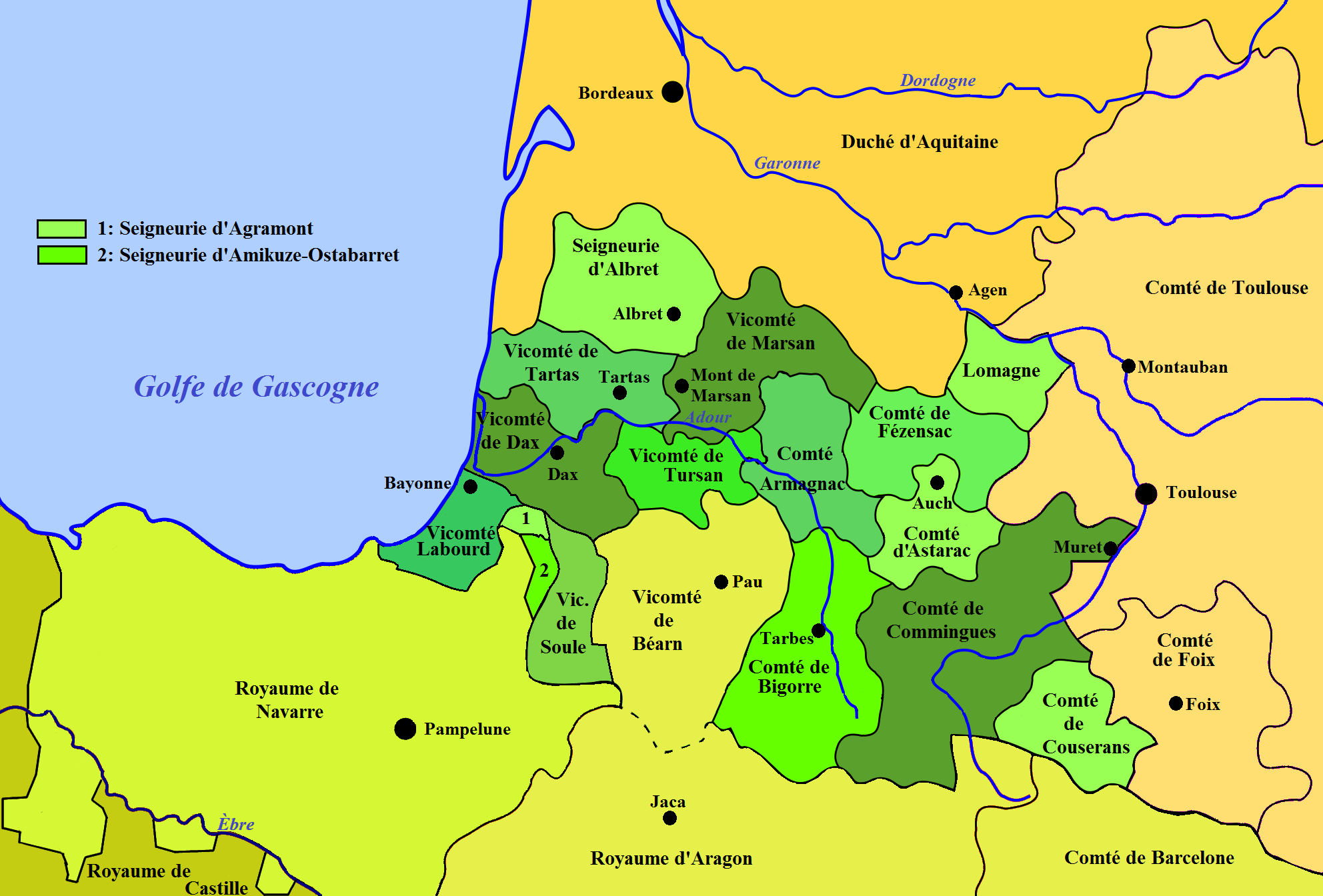
Territoris medievals fronterers al vescomtat de Bearn.

Cèntul III de Bearn (llatí: Centulli Gastoni; occità: Centolh) va ser vescomte de Bearn del 984 al 1004.
Era fill del vescomte Gastó I de Bearn i de la seva dona, el nom de la qual segueix sent desconegut pels historiadors. També es desconeix el nom de l'esposa de Cèntul. El seu fill es va dir Gastó (futur Gastó II) en honor al seu pare.
L'any 985, Cèntul III apareix esmentat com a vescomte de Bearn i d'Auloron (Centulli, vicecomie Bearnensis et Olorensis) en el document n° II del Cartulari de Sant Viçents de Luc com a testimoni d'una donació a la mateixa església.
Cèntul va ser assassinat pel Llop el Fort, senyor de Sèrras i vassall seu, sembla que per ordre del duc Guillem I. Llop el Fort va fugir a Roma on es va fer clergue; va tornar a Bearn per esdevenir l'abat del monestir de Santa Maria, que ell mateix va fundar.
Cèntul III va ser succeït pel seu fill Gastó.